# PalaBorsani
Il PalaBorsani è il palazzetto dello sport è situato al confine tra i comuni  di Castellanza (provincia di Varese) e di Legnano (provincia di Milano), in Lombardia.

## Storia e caratteristiche
Inaugurato il 21 aprile 1985, è situato nei pressi del fiume Olona. Intitolato nel 2005 a Piera Borsani, cestista, discobola e giavellottista castellanzese degli anni venti, ha una capienza di 1 650 posti a sedere. È stato ristrutturato nel 2010. Nella struttura polivalente sono inclusi campi da pallavolo, pallacanestro, tennis e calcio a 5.

## Utilizzi
L'impianto sportivo è anche utilizzato da diverse società cestistiche e pallavolistiche, nonché da sodalizi sportivi di arti marziali, ginnastica ritmica, ecc, sia professionistici che amatoriali. Il PalaBorsani ha ospitato diversi eventi nazionali, sia sportivi che di altro tipo, come spettacoli teatrali, concerti musicali, feste, cenoni, ecc. 
Per quanto riguarda le società sportive professionistiche, viene utilizzato per gli incontri casalinghi delle squadra di pallacanestro maschile del Legnano Basket Knights (che milita in Serie A2) e dal Futura Volley Giovani  (militante in Serie A2 di pallavolo femminile). È stato anche il campo di gioco della G.S.O. Villa Cortese, squadra sciolta nel 2013 che militava in Serie A1 di pallavolo femminile e che ha vinto due Coppe Italia di pallavolo femminile (2009-2010, 2010-2011) raggiungendo anche la finale scudetto.
Nel palazzetto è inoltre la nuova location della disciplina schermistica Trofeo Carroccio.